# Terpna enthusiastes
Terpna enthusiastes är en fjärilsart som beskrevs av Louis Beethoven Prout 1927. Terpna enthusiastes ingår i släktet Terpna och familjen mätare. Inga underarter finns listade i Catalogue of Life.